# 資源地質学会
資源地質学会（しげんちしつがっかい、英: The Society of Resource Geology）は、日本の地球科学系学会。

## 沿革
1949年に、日本地質学会の中の鉱床部会として発足。1951年に独立し、日本鉱山地質学会（英: The Society of Mining Geologists of Japan）と称する。年6冊の『鉱山地質（英: Mining Geology）』を刊行した。
その後、社会情勢・鉱業情勢の変化に伴い、1992年に現在の名称に学会名を変更し、定期刊行物も『資源地質（英: Resource Geology）』と改名した。さらに国際化に伴い、1998年からは国際英文誌と国内向け和文誌に分離して刊行し、現在に至っている。また国際英文誌は、学会で編集を行い、印刷・出版はWiley-Blackwell社に委託している。

## 定期刊行物
- 国際英文誌『Resource Geology』年4冊。
- 和文誌『資源地質（英: Shigen-Chishitsu）』年2冊。

## 表彰制度
学会賞

加藤武夫賞（Kato Takeo Award）
日本の鉱床学を育てた加藤武夫東大教授を記念した賞で、鉱床学の分野で顕著な業績をあげた会員に贈呈される権威ある賞である。
受賞者は以下の通り。石原舜三（1982年）、佐々木昭（1987年）、堀越叡（1993年）、佐藤壮郎（1997年）、井沢英二（2004年）、梶原良道（2004年）、島崎英彦（2007年）、大本洋（2009年）、鹿園直建（2010年）、Jeffrey Hedenquist（2012年）、島田允堯（2015年）、正路徹也（2017年）、臼井朗（2018年）。
The Best Article Award（論文賞）
毎年の『Resource Geology』に発表された論文より、最も優れた内容の論文の著者に与えられる。
研究奨励賞（Research Incentive Award）

技術賞（Technical Award）